# Flare-Up Sal
Flare-Up Sal è un film muto del 1918 diretto da Roy William Neill con la supervisione di Thomas H. Ince. Il nome del regista appare anche come attore del film che aveva come interpreti principali Dorothy Dalton, Thurston Hall e William Conklin.

## Trama
Al tempo della febbre dell'oro in California, Sally Jo accetta di esibirsi come ballerina in un saloon per minatori per cercare di ripagare i debiti contratti da suo padre, giocatore d'azzardo sfortunato. Dotata di un fiero temperamento, si guadagna presto il nomignolo di "Flare-Up" Sal, mentre il suo nome passa di bocca in bocca, dandole fama di donna forte e affascinante. Il bandito Red Rider, che ha tanto sentito parlare di lei, si sente spinto a volerla incontrare. Non potendo presentarsi nelle sue vere vesti, si fa passare per il nuovo pastore atteso in città. Sally si innamora subito del falso ministro, suscitando la gelosia di Dandy Dave Hammond, il proprietario del saloon. I due uomini, rivali in amore, scendono alle vie di fatto e combattono uno contro l'altro per Sally. Durante la lotta, il locale va in  fiamme costringendo la ragazza e il bandito a cercare scampo fuggendo da una finestra. Red Rider, prima di lasciare per sempre la città con la sua donna, lascia una consistente somma al vero pastore, in modo che questi possa costruire una chiesa.

## Produzione
Il film fu prodotto dalla Thomas H. Ince Corporation con il titolo di lavorazione ("Flare Up Sal" of Jimtown). John Stumar firma come direttore della fotografia; come suoi assistenti appaiono i nomi di George Barnes e Ernest Haller.

## Distribuzione
Il copyright del film, richiesto dalla Thomas H. Ince Corp., fu registrato il 4 gennaio 1918 con il numero LP11955.
Distribuito dalla Famous Players-Lasky Corporation e presentato da Thomas H. Ince, il film uscì nelle sale cinematografiche statunitensi il 27 gennaio 1918.
Copia della pellicola viene conservata negli archivi della Library of Congress